# Romance of a Jewess
Romance of a Jewess é um filme mudo de curta-metragem estadunidense, lançado em 1908 e dirigido por D. W. Griffith.

## Elenco
- Florence Lawrence
- George Gebhardt
- Gladys Egan
- John R. Cumpson
- Guy Hedlund
- Arthur V. Johnson
- Alfred Paget
- Mack Sennett
- Harry Solter